# Adel Bettaieb
Adel Bettaieb (Villiers-le-Bel, 28 gennaio 1997) è un calciatore francese naturalizzato tunisino, attaccante dell'U Cluj.

## Carriera

### Club
Cresciuto nel settore giovanile dell'Angers, dal 2014 al 2018 ha giocato nella seconda squadra nel Championnat de France amateur 2. Il 1º luglio 2018 si trasferisce al La Louvière Centre, con il quale colleziona 18 reti in 25 presenze nella quarta divisione belga. Il 1º luglio 2019 viene acquistato a titolo definitivo dai lussemburghesi dell'F91 Dudelange, con il quale esordisce anche nei turni preliminari delle coppe europee.

### Nazionale
Nel 2019 aveva ricevuto una convocazione dalla nazionale tunisina per l'amichevole contro il Camerun, rimanendo in panchina per l'intera partita.

## Statistiche

### Presenze e reti nei club
Statistiche aggiornate al 30 luglio 2021.
| Stagione        | Squadra         | Campionato      | Campionato | Campionato | Coppe nazionali | Coppe nazionali | Coppe nazionali | Coppe continentali | Coppe continentali | Coppe continentali | Altre coppe | Altre coppe | Altre coppe | Totale | Totale |
| Stagione        | Squadra         | Comp            | Pres       | Reti       | Comp            | Pres            | Reti            | Comp               | Pres               | Reti               | Comp        | Pres        | Reti        | Pres   | Reti   |
| --------------- | --------------- | --------------- | ---------- | ---------- | --------------- | --------------- | --------------- | ------------------ | ------------------ | ------------------ | ----------- | ----------- | ----------- | ------ | ------ |
| 2019-2020       | F91 Dudelange   | DN              | 9          | 1          |                 | -               | -               | UCL+UEL            | 1+5                | 1+1                |             | -           | -           | 15     | 3      |
| 2020-2021       | F91 Dudelange   | DN              | 24         | 17         |                 | -               | -               |                    | -                  | -                  |             | -           | -           | 24     | 17     |
| 2021-2022       | F91 Dudelange   | DN              | 0          | 0          |                 | -               | -               | UECL               | 2                  | 0                  |             | -           | -           | 2      | 0      |
| Totale carriera | Totale carriera | Totale carriera | 33         | 18         |                 | -               | -               |                    | 8                  | 2                  |             | -           | -           | 41     | 20     |

## Palmarès

### Club

#### Competizioni nazionali
- Campionato lussemburghese: 1

F91 Dudelange: 2021-2022